# Otatea
Otatea là một chi thực vật có hoa trong họ Hòa thảo (Poaceae).

## Loài
Chi Otatea gồm các loài: